# AS-20
Cet article traite d'un ancien missile air-sol français. Pour le missile russe « Kayak », voir « Kh-35 ».
L'AS-20, ou Type 5110, était un missile air-sol français développé à la fin des années 1950. Similaire au missile américain AGM-12 Bullpup, il fut le premier missile air-sol tactique opérationnel en Europe.

## Développement
La conception de l'AS-20 était basée sur celle d'un missile air-air de Nord-Aviation produit quelque temps plus tôt, l'AA-20 (désigné Type 5103).
Seuls quelques changements mineurs furent nécessaires pour le convertir en missile air-sol. La taille de la charge militaire fut augmentée, par la suppression de l'imposant détonateur à fusée de proximité, remplacé par une simple fusée à percussion (impact).

## Caractéristiques
L'AS-20 avait quatre ailettes en flèche prononcée et placées en disposition cruciforme le long du milieu de son fuselage.
Il utilisait un moteur-fusée à carburant solide, qui éjectait les gaz de combustion de deux façons différentes, en fonction de configuration de vol du missile : les gaz sortaient via deux larges tuyères lors de la phase d'accélération, et par un unique trou central pendant le vol de croisière.
L'AS-20 utilisait un système de radio-guidage manuel simpliste (MCLOS). Le pilote devait aligner des repères brillants sortant de l'arrière du missile avec sa cible, en le contrôlant à l'aide d'un petit joystick pendant son vol, un peu à la manière d'un jeu vidéo. Le joystick envoie des informations de correction de trajectoire via un lien radio. Les ordres de correction de trajectoire ramènent le missile en ligne de mire, par l'intermédiaire d'une variation de la poussée produite par le moteur du missile (on parle de « poussée vectorielle »). Ces mouvements sont obtenus par le mouvement de l'une des quatre lames métalliques situées autour du cône d'échappement central. Le gyroscope interne au missile donne à l'unité de commande la position exacte du missile en vol et indique quelles lames activer et à quel moment. La précision du tir est de l'ordre de 5 mètres.

## Histoire opérationnelle
Approximativement 8 000 missiles furent produits depuis de sa mise en service, en 1961.
L'AS-20 était l'une des armes principales des Fiat G.91 des forces aériennes ouest-allemande et italienne pendant les années 1960-1970. Il fut retiré du service dans la plupart des pays au-milieu des années 1970, étant remplacé en France par les plus imposants AS-30 et AS-30 laser.

## Utilisateurs
- Afrique du Sud
- Allemagne de l'Ouest
- France
- Italie